# لوکوپلارگونیدین
لوکوپلارگونیدین (به انگلیسی: Leucopelargonidin) با فرمول شیمیایی C۱۵H۱۴O۶ یک ترکیب شیمیایی با شناسه پاب‌کم ۴۴۰۰۷۳ است. که جرم مولی آن ۲۹۰٫۲۶ g/mol می‌باشد. 